# Rhene lesserti
Rhene lesserti là một loài nhện trong họ Salticidae.
Loài này thuộc chi Rhene. Rhene lesserti được Lucien Berland & Millot miêu tả năm 1941.